# Aschgraue Höckereule

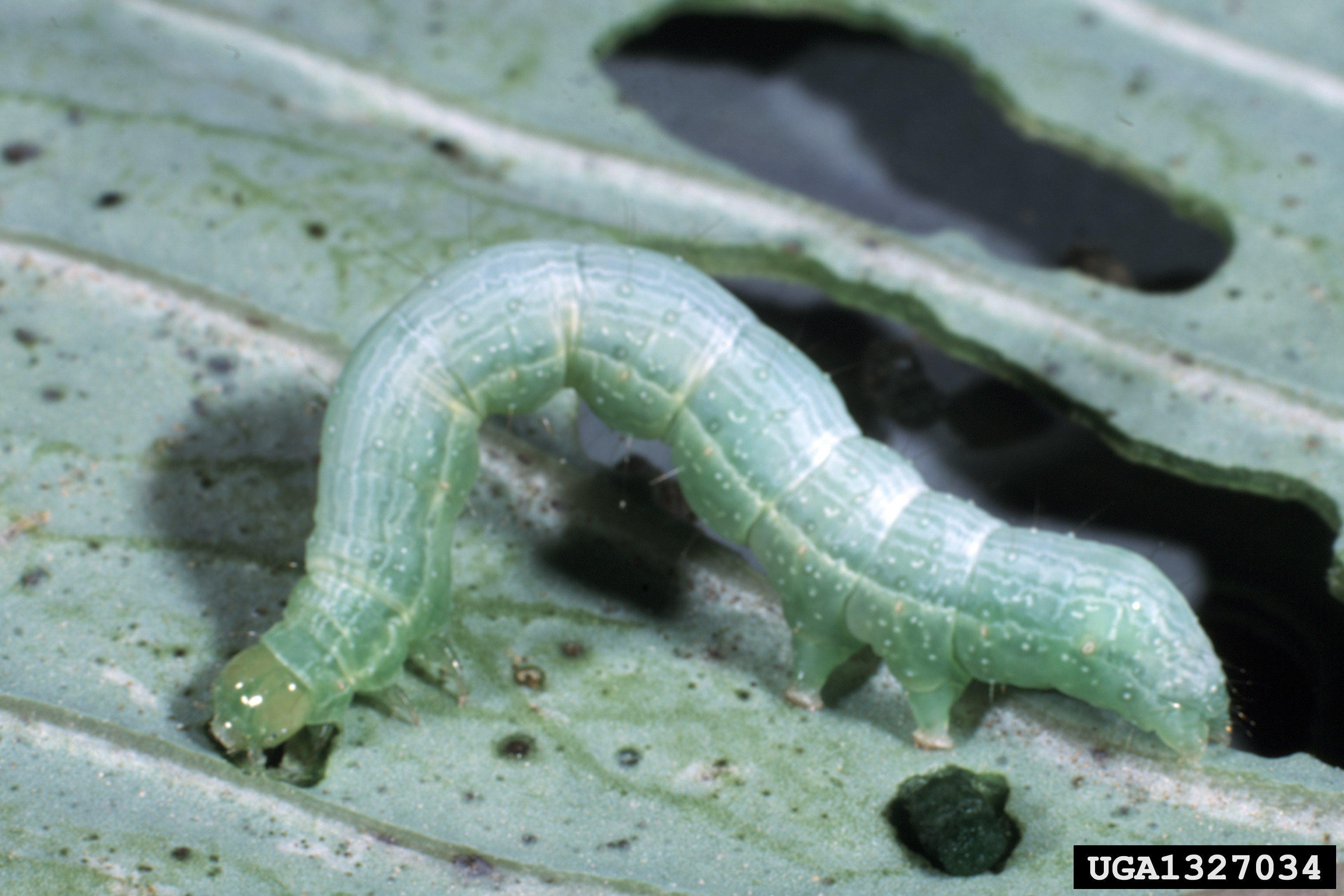
Raupe

Die Aschgraue Höckereule (Trichoplusia ni), gelegentlich auch als Ni-Silbereule bezeichnet,  ist ein Schmetterling (Nachtfalter) aus der Familie der Eulenfalter (Noctuidae).

## Merkmale
Die Aschgraue Höckereule ist mit einer Flügelspannweite von 30 bis 40 Millimetern eine mittelgroße Art aus der Unterfamilie der Goldeulen. Die Vorderflügel sind verwaschen hell aschgrau bis rötlich grau gefärbt und haben einige undeutliche, kurz gezackte Querlinien mit mehreren schwarzen Pfeilecken. Eine glänzend silberweiß schimmernde Makel in Form des kleinen griechischen Buchstaben Gamma, die jedoch oft getrennt ist und dann eher dem kleinen griechischen Buchstaben Ny ähnelt, charakterisiert die Art. Durch die etwas geringere Größe, die undeutlichere Zeichnung und die oft rötlich graue Behaarung von Thorax und Hinterleib unterscheidet sich die Art von der sonst ähnlichen Gammaeule (Autographa gamma). Die Hinterflügel sind graubraun gefärbt. Am Kopf der Falter befindet sich ein Haarbüschel. Der Körper ist pelzig behaart.
Die Raupen sind gelbgrün gefärbt und haben einen weißlichen oder gelblichen Seitenstreifen. Die Puppe ist zunächst hellgrün, später braun.

### Ähnliche Arten
- Gamma-Eule (Autographa gamma)

## Geographische Verbreitung und Lebensraum
Die Aschgraue Höckereule kommt in Europa vorwiegend in südlichen Gebieten vor und ist ein Wanderfalter aus den Subtropen. Sie fliegt gelegentlich nach Deutschland ein, vorwiegend nach Bayern, Baden-Württemberg, Rheinland-Pfalz und Nordrhein-Westfalen. Sofern sich Zuwanderer dann fortpflanzen, gehen die Tiere im Winter zugrunde. In den Alpen sind Falter bis über 2.000 Meter Seehöhe festgestellt worden. Die Art kommt auf allen Kontinenten, außer Australien vor, jedoch nicht ganz im Norden und ganz im Süden.

## Lebensweise
Die Aschgraue Höckereule fliegt in mehreren Generationen. Die Weibchen der ersten Generation legen die Eier an der Futterpflanze ab, aus denen im September die Raupen schlüpfen. Als Nahrungsquelle dienen die Blätter von niedrigen Pflanzen, wie zum Beispiel:
- Nachtschatten (Solanum)
- Löwenzahn (Taraxacum)
- Brennnessel (Urtica)

Die Raupen überwintern und verpuppen sich im Frühjahr des folgenden Jahres in einem weißen Gespinst. Die Falter fliegen dann im Mai und Juni. Die Raupen der zweiten Generation leben im Juni und Juli und ergeben von Juli bis Anfang Oktober die Falter.

## Gefährdung
Neben der direkten Bekämpfung mit Pestiziden können auch Antibiotika und Hormone aus dem Abwasser eine Gefahr für die Aschgraue Höckereule werden. Die Art ist in Deutschland nicht heimisch, weshalb auf eine Klassifizierung auf der Roten Liste gefährdeter Arten verzichtet wird.